# Oleta Adams
Oleta Angela Adams (Seattle, 4 maggio 1953) è una cantante e pianista statunitense afro-americana, dedita ai generi gospel, jazz, soul e R&B ed in attività dall'inizio degli anni ottanta.

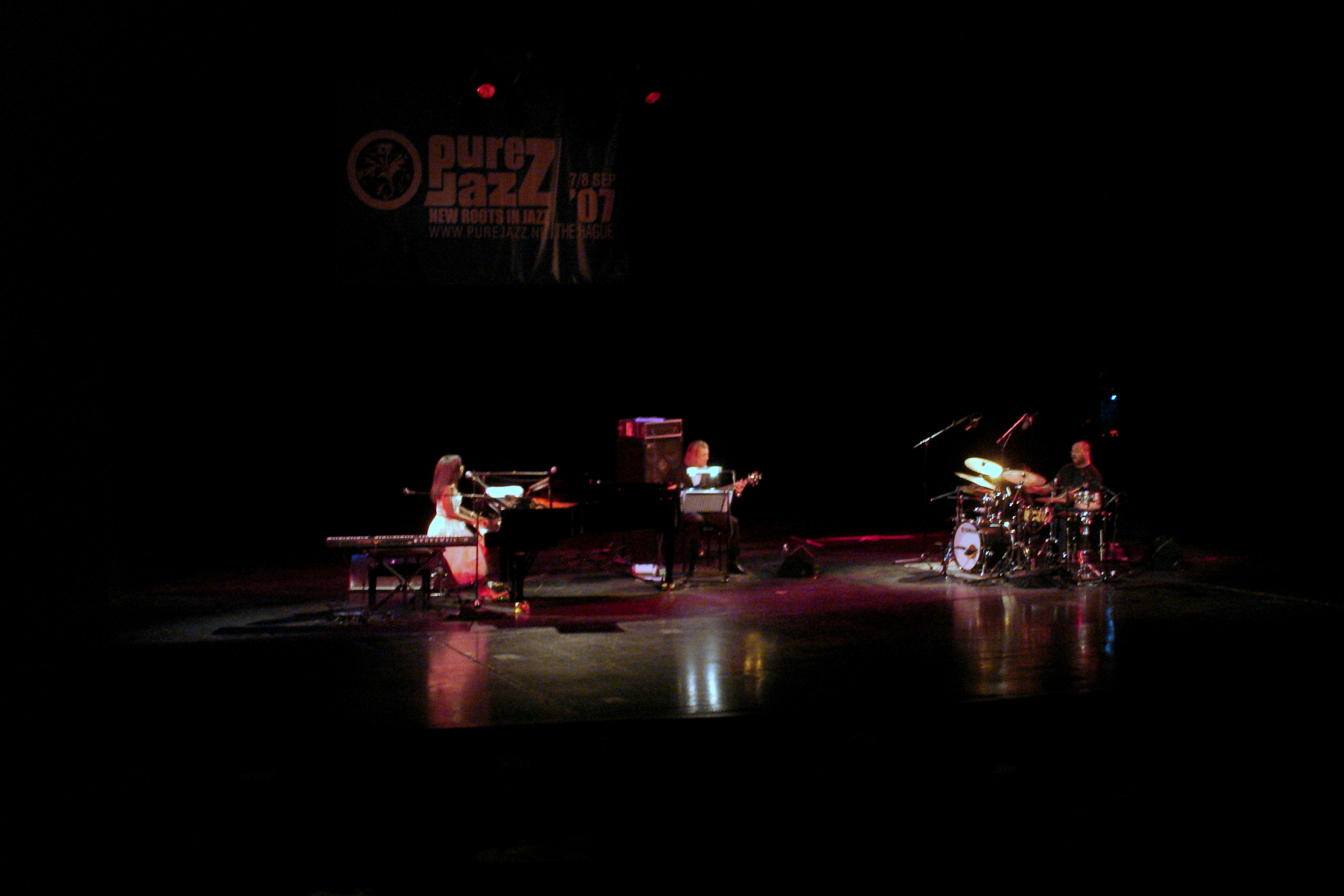
Oleta Adams nel 2007 a Pure Jazz

In totale, ha pubblicato sinora 11 album (9 studio + 2 raccolte) il primo dei quali è Untitled del 1982.
Tra i suoi brani più noti, figurano Woman in Chains, incisa nel 1989 assieme ai Tears for Fears, e Get Here del 1991.

## Il successo in Italia diGet Here
Il brano Get Here della Adams viene maggiormente conosciuto in Italia dopo il 15 ottobre 2011, data in cui viene interpretato suonando il pianoforte dalla concorrente Francesca Mariani durante una puntata di Amici di Maria De Filippi. L'esibizione viene talmente apprezzata dal pubblico che il giorno successivo il brano raggiunge le prime posizioni della classifica di iTunes. Il 4 maggio 2012 viene pubblicata la cover della Mariani.

## Discografia

### Album
- 1982 - Untitled
- 1983 - Going on Record
- 1990 - Circle of One
- 1993 - Evolution
- 1995 - Moving On
- 1997 - Come Walk with Me
- 2001 - All the Love
- 2006 - Christmas Time with Oleta
- 2009 - Let's Stay Here
- 2017 - Third Set

### Raccolte
- 1996 - The Very Best of Oleta Adams
- 2004 - The Ultimate Collection

### Singoli
| Anno | Singolo                                                | UK | US HOT 100 | US R&B | US AC |
| ---- | ------------------------------------------------------ | -- | ---------- | ------ | ----- |
| 1989 | "Woman in Chains" (con i Tears for Fears)              | 26 | 36         | -      | -     |
| 1990 | "Rhythm of Life"                                       | 52 | -          | 9      | 21    |
| 1990 | "Circle of One"                                        | 95 | -          | -      | -     |
| 1990 | "Rhythm of Life" (riedizione)                          | 56 | -          | -      | -     |
| 1991 | "Get Here"                                             | 4  | 5          | 8      | 3     |
| 1991 | "You've Got to Give Me Room"                           | 49 | -          | -      | -     |
| 1991 | "Circle of One" (riedizione)                           | 73 | -          | 27     | 17    |
| 1991 | "Don't Let the Sun Go Down on Me"                      | 33 | -          | -      | -     |
| 1992 | "Woman in Chains" (con i Tears for Fears) (riedizione) | 57 | -          | -      | -     |
| 1993 | "I Just Had to Hear Your Voice"                        | 42 | -          | 97     | -     |
| 1993 | "Window of Hope"                                       | 76 | -          | -      | -     |
| 1994 | "Easier to Say Goodbye"                                | -  | -          | -      | -     |
| 1994 | "My Heart Won't Lie"                                   | -  | -          | -      | -     |
| 1994 | "We Will Find a Way" (con Brenda Russell)              | -  | -          | -      | -     |
| 1995 | "Never Knew Love"                                      | 22 | -          | -      | -     |
| 1995 | "Rhythm of Life (remix)"                               | 38 | -          | -      | -     |
| 1995 | "Life Keeps Moving On"                                 | -  | -          | -      | -     |
| 1995 | "We Will Meet Again"                                   | 51 | -          | -      | -     |
| 1997 | "Holy Is The Lamb"                                     | -  | -          | -      | -     |
| 1997 | "This Love Won't Fail"                                 | -  | -          | -      | -     |
| 1998 | "Come And Walk With Me"                                | -  | -          | -      | -     |
| 2001 | "When You Walked Into My Life"                         | -  | -          | -      | -     |
| 2004 | "I Can't Live a Day Without You"                       | -  | -          | -      | -     |
| 2009 | "Feeling Good"                                         | -  | -          | -      | -     |
| 2013 | "Moon River"                                           | -  | -          | -      | -     |
| 2013 | "I Hope You Dance"                                     | -  | -          | -      | -     |
| 2015 | "Long and Lonely Hours"                                | -  | -          | -      | -     |
| 2015 | "Safe and Sound"                                       | -  | -          | -      | -     |
| 2020 | "Place of Peace"                                       | -  | -          | -      | -     |

## Premi & riconoscimenti
- Nomination al Soul Train Music Award 1994 nella categoria "miglior singolo R&B femminile" per I Just Had to Hear Your Voice